# Resolutie 1400 Veiligheidsraad Verenigde Naties
Resolutie 1400 van de Veiligheidsraad van de Verenigde Naties werd unaniem door de VN-Veiligheidsraad aangenomen op 28 maart 2002.

## Achtergrond
In Sierra Leone waren al jarenlang etnische spanningen tussen verschillende bevolkingsgroepen. In 1978 werd het een eenpartijstaat met een regering die gekenmerkt werd door corruptie en wanbeheer van onder meer de belangrijke diamantmijnen. Intussen was in buurland Liberia al een bloedige burgeroorlog aan de gang, en in 1991 braken ook in Sierra Leone vijandelijkheden uit. In de volgende jaren kwamen twee junta's aan de macht, waarvan vooral de laatste een schrikbewind voerde. Zij werden eind 1998 met behulp van buitenlandse troepen verjaagd, maar begonnen begin 1999 een bloedige terreurcampagne. Pas in 2002 legden ze de wapens neer.

## Inhoud

### Waarnemingen
Het vredesproces in Sierra Leone bleef vooruitgang maken. Zo was onder meer de noodtoestand in het land opgeheven. Intussen bleef de toestand in de regio rond de Mano-rivier wel fragiel en was het aantal vluchtelingen er sterk gestegen. Het was van belang dat in Sierra Leone vrije verkiezingen werden gehouden, dat de staat over heel het land gezag had, ex-strijders geherintegreerd werden, vluchtelingen ongehinderd konden terugkeren, er respect was voor de mensenrechten en de wet en dat in dat verband speciale aandacht ging naar vrouwen en kinderen. Verder waren de Verenigde Naties en Sierra Leone overeengekomen een speciale rechtbank, het Speciaal Hof voor Sierra Leone, op te richten.

### Handelingen
Het mandaat van de UNAMSIL-missie in Sierra Leone werd met zes maanden verlengd vanaf 30 maart.
De overheid en de RUF-rebellen weren aangezet meer te doen om het staakt-het-vurenakkoord uit 2000 volledig uit te voeren en stappen te zetten voor de dialoog en de nationale verzoening. Daarvoor moest het RUF worden omgevormd tot een politieke partij en moesten alle militaire structuren buiten de overheid ontmanteld worden.
De Veiligheidsraad sprak haar ernstige bezorgdheid uit over het geweld, en vooral seksueel geweld tegen vrouwen en kinderen, en door UNAMSIL gevonden bewijzen van mensenrechtenschendingen. Er waren ook aantijgingen dat VN-personeel bij dat seksueel geweld betrokken was en de Raad steunde het nultolerantiebeleid dat de secretaris-generaal hieromtrent voerde.

## Verwante resoluties
- Resolutie 1385 Veiligheidsraad Verenigde Naties (2001)
- Resolutie 1389 Veiligheidsraad Verenigde Naties
- Resolutie 1436 Veiligheidsraad Verenigde Naties
- Resolutie 1446 Veiligheidsraad Verenigde Naties

Lijst ·  1387 ·  1388 ·  1389 ·  1390 ·  1391 ·  1392 ·  1393 ·  1394 ·  1395 ·  1396 ·  1397 ·  1398 ·  1399 ·  1400 ·  1401 ·  1402 ·  1403 ·  1404 ·  1405 ·  1406 ·  1407 ·  1408 ·  1409 ·  1410 ·  1411 ·  1412 ·  1413 ·  1414 ·  1415 ·  1416 ·  1417 ·  1418 ·  1419 ·  1420 ·  1421 ·  1422 ·  1423 ·  1424 ·  1425 ·  1426 ·  1427 ·  1428 ·  1429 ·  1430 ·  1431 ·  1432 ·  1433 ·  1434 ·  1435 ·  1436 ·  1437 ·  1438 ·  1439 ·  1440 ·  1441 ·  1442 ·  1443 ·  1444 ·  1445 ·  1446 ·  1447 ·  1448 ·  1449 ·  1450 ·  1451 ·  1452 ·  1453 ·  1454